# Cupido e la farfalla
Cupido e la farfalla ( o L'Amour au Papillon) è un dipinto a olio del pittore francese ottocentesco esponente dell'art pompier William-Adolphe Bouguereau, realizzato nel 1888.
Attualmente si trova conservato all'interno della collezione di Fred e Sherry Ross, nel New Jersey.